# Macridiscus multifarius
Macridiscus multifarius is een tweekleppigensoort uit de familie van de Veneridae. De wetenschappelijke naam van de soort is voor het eerst geldig gepubliceerd in 2012 door L.F. Kong, Matsukuma & Lutaenko.